# Виленский, Леонид Семёнович
Леони́д Семёнович (Изра́иль Шу́лимович) Виле́нский (1880—1950) — российский революционер и советский партийный работник. Первоначально — революционный социал-демократ, член Российской социал-демократической рабочей партии (РСДРП), делегат II съезда РСДРП, после раскола в партии примыкал к большевикам. В 1905 году вышел из состава РСДРП и присоединился к группе анархистов-коммунистов. После Октябрьской революции работал в различных хозяйственных и финансовых учреждениях. Партийные и литературные псевдонимы — «Леонид», «Леонов», «Ленский».

## Биография
Происходил из мещан. Родился 23 августа 1880 года в городе Переяславль Полтавской губернии (сейчас — город Переяслав Киевской области Украины) в семье служащего ремесленного ссудо-сберегательного товарищества. В 1896 году окончил местное двухклассное городское училище, после чего уехал в Кременчуг, где зарабатывал на жизнь уроками и готовился экстерном на гимназический курс. Там же начал читать радикальные статьи и вступил в кружок учащейся молодёжи, стремившийся вывести из-под влияния иудейской ортодоксии юношей-«ешиботников». К кременчугскому периоду также относятся первое знакомство Виленского с социал-демократической литературой и установление первых связей с представителями рабочего класса.

### Начало революционной деятельности
В 1899 году перебрался в Киев и вскоре полностью посвятил себя революционной работе. Был членом группы пропагандистов при Киевском комитете РСДРП. Участвовал в организации апрельской демонстрации 1901 года, по указанию комитета произвёл расклейку майских прокламаций на Подоле. 5 мая 1901 года был арестован, обвинялся в принадлежности к антиправительственной организации, активной революционной пропаганде и распространении нелегальной литературы. Содержался в арестантских ротах и Лукьяновской тюрьме, принимал участие в двух тюремных голодовках (5 и 11 дней). 25 января 1902 года был выпущен из тюрьмы и до решения дела выслан по этапу под особый надзор полиции в Переяславль. В июле того же года скрылся из города и перешёл на нелегальное положение. Под псевдонимом «Леонид» начал работать пропагандистом в Брянском районе Екатеринославской социал-демократической организации, осенью 1902 года был избран от брянских кружков в районное «ядро» и «рабочий центр». В начале 1903 года стал членом нового состава (искровского по своей направленности, то есть поддерживающего политическую линию Владимира Ленина) Екатеринославского комитета РСДРП. Активно участвовал в противостоянии с «рабочедельческим» течением в российском социал-демократическом движении. Не прекращая работы пропагандиста, в новом качестве активно занимался организационной деятельностью.
Весной 1903 года был избран одним из двух делегатов от Екатеринославского комитета на второй партийный съезд. В конце апреля выехал в Киев (место расположения Организационного комитета по созыву съезда), где был опознан на улице филёрами и арестован (1 мая). Через месяц был освобождён и по этапу снова водворён под надзор полиции в Переяславль. В начале июля для участия в партийном съезде скрылся из Переяславля и нелегально пересёк границу.
После приезда в Брюссель получил от Организационного комитета болгарский паспорт на имя Жана Генофа. В протоколах II съезда РСДРП фигурирует под псевдонимом «Ленский». На съезде присоединился к фракции большевиков. Впоследствии, проживая в Женеве, участвовал в совещаниях группы делегатов съезда из большинства (Владимир Ленин, Георгий Плеханов, Надежда Крупская, Пётр Красиков, Сергей Гусев, Владимир Горин-Галкин, Леонид Виленский).

### Анархист-коммунист
Позже начал отходить от социал-демократического движения и в 1905 году покинул ряды РСДРП. К концу того же года присоединился к организации анархистов-коммунистов. В декабре 1905 года отправился с группой соратников из Белостока в Екатеринослав с целью «поднять вооружённое восстание и организовать революционную коммуну». 24 декабря был задержан в Екатеринославе в ходе карательной кампании, предпринятой администрацией с целью предупреждения покушения на генерал-губернатора Александра Сандецкого. Отбыв несколько месяцев в тюрьме, вернулся к революционной работе в Екатеринославе.
В июле был направлен в Ялту для оборудования нелегальной типографии в пещерах царского имения Ореанда. Прибыл к месту назначения накануне ликвидации типографии и ареста её сотрудников, но сумел избежать ареста и бежать. Будучи одним из редакторов анархистского журнала «Бунтарь» (наряду с Иудой Гроссманом-Рощиным и Ольгой Таратутой), в начале осени 1906 года нелегально перешёл границу и организовал в Женеве изготовление и переправку в Россию экземпляров журнала. Вернувшись в Россию, работал сначала в Киеве, а потом в Москве. 

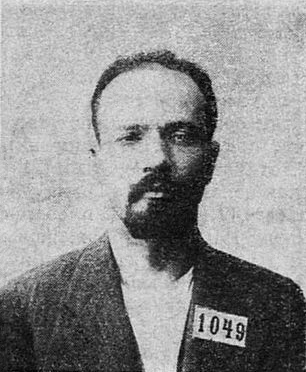
Леонид Виленский. С фотографии 1914 года

Ранней весной 1907 года был выдан провокатором Михаилом Кавецким и арестован в Москве, затем переправлен в Минскую тюрьму. Убийство Кавецкого в тюрьме поставило крест на планах властей предать Виленского суду. В июле того же года последний был транспортирован в Брянскую тюрьму по обвинению в соучастии в физическом устранении жандармского ротмистра в Брянске, но после ряда очных ставок не был опознан свидетелями обвинения и возвращён в Минскую тюрьму, откуда в конце 1907 года сослан на четыре года в населённый пункт Осиново Туруханского края. В 1909 году вследствие «Туруханского бунта» вместе с десятками других политических ссыльных арестован карательной экспедицией жандармского ротмистра Комиссарова. Подвергнутые аресту лица были этапированы в Енисейскую тюрьму, подвергаясь по дороге жестоким избиениям, а по прошествии нескольких месяцев отправлены обратно и расселены по самым удалённым местам Туруханского края (Виленский был определён в приполярную деревушку Горошиха).
После возвращения из ссылки жил в Витебске, затем в Одессе, неоднократно обыскивался местной полицией и подвергался арестам. С 1912 года отошёл от революционно-политической деятельности.

### После Октябрьской революции
После Октябрьской революции участвовал в установлении советской власти в Одессе, был назначен помощником комиссара по финансовым делам. Во время австро-немецкой оккупации города находился в подполье. При повторном установлении советской власти в 1919 году был назначен членом коллегии Губернского отделения государственного контроля (Губгосконтроля, ГубРКИ). После занятия Одессы белыми в том же году перешёл на нелегальное положение, был арестован контрразведкой, но сумел откупиться. В 1920 году, после возвращения советской власти, возобновил работу в местной РКИ.
В 1922 году перебрался в Москву. Работал секретарём правления Промбанка. В 1924 году проходил по делу группы работников банка (делу Краснощёковых) в качестве обвиняемого и был приговорён к полутора годам лишения свободы. С 1929 года прикреплён Замоскворецким райкомом ВКП(б) для партийной работы к партийным ячейкам Краснохолмской текстильной фабрики и группкома профсоюза печатников, а также направлен на работу в Госплан СССР.
С 1949 года — пенсионер.
Автор ряда статей и заметок мемуарного характера об истории революционного движения в России.

## Семья
Был женат на анархистке Розе Григорьевне Виленской (урождённая Рухля Гершковна Таратута), сестре А. Г. Таратуты.

## Воспоминания Виленского
- Леонов (Виленский). Воспоминания (делегата II-го съезда от Екатеринослава) // История Екатеринославской социал-демократической организации. 1889—1903. — Екатеринослав: Типо-литография Екатеринославской жел. дор., 1923. — С. 339—346.
- Леонов-Виленский Л. «Туруханский бунт» и политическая ссылка // Ермаковский Д. Туруханский бунт. Записки участника. — М.—Л.: «Молодая гвардия», 1930. — С. 167—215.
- Леонов-Виленский Л. Ночная экспедиция. Из жизни подполья // «Печатник» : журнал. — 1928. — № 22. — С. 8—9.
- Леонов-Виленский Л. В пещерах Ореанды. Из жизни подполья // «Печатник» : журнал. — 1928. — № 23. — С. 22—24.
- Леонов-Виленский Л. На втором съезде РСДРП // «Пролетарская революция» : журнал. — 1928. — № 8(79). — С. 42—49.
- Леонов-Виленский Л. Из записок делегата 2-го съезда. У истоков большевизма // «Рабочая газета» : газета. — 1928. — № 175 и 176.
- Леонов-Виленский Л. «Пароль» // «Рабочая Москва» : газета. — 1928. — № 175.
- Леонов-Виленский Л. Под звуки Шопена // «Печатник» : журнал. — 1929. — № 20. — С. 22—23.
- Леонов-Виленский Л. В коттедже Ильича. Воспоминания // «Журнал для всех» : журнал. — 1930. — № 1. — С. 7—8.

## Комментарии
1. ↑  Наряду с Лазарем Махлиным (партийные и литературные псевдонимы — «Соколовский», «Орлов»).